# Lygodactylus chobiensis
Lygodactylus chobiensis (окаванзький карликовий гекон) — вид геконоподібних ящірок родини геконових (Gekkonidae). Мешкає в Південній Африці.

## Опис
Довжина окаванзьких карликових геконів (без врахування хвоста) становить 25-30 см, самці є дещо меншими за самиць. Верхня частина тіла сизувато-сіра, поцяткована великими світлими плямами. Нижня частина тіла жовта. Горло у самців чорне або блідо-жовте, з двома чорними смугами. Гекони набувають статевої зрілості у віці 9 місяців, тривалість їх життя становить 18 місяців.

## Поширення і екологія
Окаванзькі гекони Бернарда мешкають в Намібії (смуга Капріві), північній Ботсвані, північному Зімбабве, південній Замбії, південному Малаві та в північному і центральному Мозамбіку, зокрема на території басейнів річок Квандо і Замбезі та в дельті Окаванґо. Вони живуть в сухих і вологих саванах та на заплавних луках Замбезії, зустрічаються на стовбурах дерев. Живляться мурахами і термітами. Розмножуються протягом всього року, відкладають яйця під кору дерев або в покинутих термітниках. В кладці 2 яйця. При народженні молоді гекончики мають довжину 30 мм.